# 大戦略シリーズ
大戦略シリーズ（だいせんりゃくシリーズ）は、1985年にシステムソフトより発売されたパーソナルコンピューター（PC-9800シリーズ）用ゲームソフト『現代大戦略』を祖とするウォー・シミュレーションゲームのシリーズである。
パソコンや家庭用ゲーム機向けの国産ウォー・シミュレーションゲームの定番として多数の製品が発売されている。
2020年現在は、システムソフトより分社したシステムソフト・アルファーから更に分家した、日本一ソフトウェア傘下のシステムソフト・ベータが版権を所有している。
ただし、家庭用ゲーム機では、移植版が元と異なるメーカーから発売されたり、ライセンスを取得したメーカーが制作した独自の作品が発売されることも多い。

## 概要
一般的なウォー・シミュレーションゲームはマップ上にあらかじめ布陣されたユニットのみを用いるが、本シリーズはユニットの生産を行える点が特徴となっている。
六角形のマス（ヘクス）で区切られたマップを自軍本拠地周辺で生産した兵器ユニットで進撃し、歩兵をトラックや歩兵戦闘車・輸送ヘリで前線に輸送してマップ中の都市を占領 ( バージョンによっては歩兵戦闘車・輸送ヘリ自身が占領能力を持つ場合もある )していき都市から得られる軍資金収入を増やし、 敵軍の本拠地を占領すれば勝利となるのが基本ルール。各兵器には相性があり、主力戦車には攻撃ヘリを、攻撃ヘリには制空戦闘機を、制空戦闘機には対空車両 ( = 対空戦車 ) を……といった具合に相性の良い兵器を敵にぶつけるのが勝利への鍵である。大戦略と銘打っているが、ゲーム内容は戦術級に近い（ボードゲーム時代を知る人のイメージからすれば、戦術的な味付けがされた作戦級であり、生産があるので、戦略級というのも違和感はない）。
ウォー・シミュレーションゲームの日本での認知が薄かった発売当初は、マップの縮尺と部隊の移動速度が対応していなかったり（例えばF-15戦闘機の移動速度が歩兵のたった5倍に過ぎないなど）、生産のペースが現実的でないといった部分を「シミュレーションとは言えない」との意見もあったが、後年ではそのような声は聞こえなくなった。
初代である『現代大戦略』の時点で各ユニットに経験値というパラメーターが存在しており、同じ種類のユニットでも生産されたばかりの新兵より、戦闘をこなしてレベルアップした歴戦のユニットのほうが能力が高くなる。これは後に登場したシミュレーションRPG（ウォー・シミュレーションとコンピュータRPGの結合）という新ジャンルへの布石となったと考えられる。
基本的にシリーズの大半は陣営ごとに順番にユニットを動かすターン制を採用しているが、後の作品にはマップ内の全ユニットがゲーム内での単位時間の経過にしたがって同時に行動するセミリアルタイム制のものもある。また、初期のものはいわば神の視点でプレーヤーがマップの全域を見て敵の布陣を知ることができたが、後の作品では索敵の概念も導入され、自陣営の視界の外に存在する敵ユニットが視認できないものもある。
パソコン版はメインシリーズの新作が出るたびに新システムが投入され、よりマニアックな方向へと進化しているが、パソコン版の第1作や第2作のシンプルなシステムを受け継いだ初心者向けのシリーズも同時に出すことでユーザー離れを防ごうとしている。これは裏返せば、コンシューマゲームの分野ではキャラクター性の高いシミュレーションRPG、パソコンゲームの分野ではリアルタイム性が高くオンラインでの対戦が充実しているリアルタイムストラテジー、もしくは卓上の複雑なウォー・シミュレーションゲームを完全に再現したようなコア向けの海外タイトルに人気が移行しており、かつてのように本シリーズがシミュレーションゲームの代名詞として話題に上ることが少なくなったことの証左といえる。コンシューマー移植版は基本的に初心者向けのシステムを採用している。また、PC・家庭用問わず、後の作品のうち一部や特定モードでは、操作が煩雑かつ物量戦になりがちな生産要素が存在していない場合もある。
基本的には現代の兵器による架空戦がテーマになっているが、第二次世界大戦をテーマにしたもの（『アドバンスド大戦略』シリーズ、『大戦略 大東亜興亡史』シリーズ）や、剣と魔法のファンタジー世界をテーマにしたもの（『マスターオブモンスターズ』シリーズ）、アドベンチャーゲームと組み合わせたもの（『サイバー大戦略 出撃!はるか隊』、『乙女たちの戦場』シリーズ）など様々なバリエーションが存在する。
なお、『現代大戦略』や『大戦略II』にはルール上、重大な欠陥が存在した。戦闘機や攻撃機などの航空ユニットが地上ユニットに囲まれると身動きが取れなくなり、そのままではやがて燃料が尽きて墜落（ユニット消滅）するほかなくなるのである。当時ソフトバンクが発行していたゲーム雑誌『Beep』のレビューでは「こんなシステムでは兵器の現実的な運用など出来ない」と酷評されていたが、後の作品ではルールの改定が行われている。また、意図的にこのルールを再現することが可能な作品もある。

### アイランドキャンペーン
初代『現代大戦略』に収録されたマップ「アイランドキャンペーン」は、その後のシリーズでも繰り返しリメイク収録され、シリーズの代表とも言えるマップとなった。
海に浮かぶ架空の島の北東と南西に位置する2勢力の戦いがテーマで、細くくびれたひょうたん型(メガネ型)の島の中央部分で両軍の戦力が集中し、激しい戦いが繰り広げられることになる。

## シリーズ

### パソコン

#### ナンバー大戦略シリーズ
『大戦略III』以降はナンバリングごとに大きくゲーム性そのものが異なる場合も多い。
現代大戦略（1985年11月22日）／大戦略88（1986年9月）／大戦略X1（1987年1月）／大戦略FM（1987年8月）／大戦略MSX2
マップによっては4か国対戦が可能。生産型は存在せず、一つの陣営内に兵器の国籍が混在している。マップの地形は陸と空のみで海は無し。
当時、松山市のパソコンショップの店員だった藤本淳一が制作し、システムソフトに持ち込んだ『COMBAT AREA98』をベースに開発が行われた。詳細は、大戦略誕生秘話「超シミュレーション誕生」に詳しい　そのときに対応した社員の宮迫靖がディレクター兼プロデューサーとなり、以後のナンバー大戦略シリーズを二人のコンビで次々に開発、発売していくことになる。
当時既に商業ソフトの記述言語としては過去のものとなっていたBASIC言語（一部機械語）で組まれていたが、16ビット機であったPC-9801の処理速度の恩恵で、作品として成立していた。
パッケージイラストは田宮模型が配布していた「TAMIYA NEWS」表紙写真の流用である（田宮模型の正式な許諾のもとであり、パッケージ裏面には同社のロゴが確認できる）。
初期の売上はそう芳しくなく、発売月にかろうじて販売ランキング下位に顔を出したものの、翌月以降は早々にランク外に転落。人気に火がつくのは翌年春の『大戦略パワーアップセット』（マップを追加し、本体機能を改善・拡張する追加プログラム）、および翌年秋のPC-88版『大戦略88』の発売を待つことになった。
その人気となった『大戦略88』など8ビット機向けの移植版ではゲーム内容が多少異なる。ゲーム全体の概要自体はPC-98版と共通だが、性能面での制限から、4人制から2人制となる、マップが60x60から40x40と狭くなる等、幾つかの変更が加えられた。マップが狭くなったことに伴い、各ユニットの移動距離などにも変更が加えられているほか、コンピュータ側の思考ルーチンも全面的に刷新。PC-98版と比較して大幅に手強くなっている。この強化された思考ルーチンの肝となるのは移動最適化（ヘクスマップ上を最短距離で移動するためのルートを決定する）の部分であったが、それはたいにゃんが手掛けたものである。
後に88/X1版にはマップコレクションも発売された。
大戦略II以降ではユニット種類ごとに攻撃力と防御力が設定されているが、本作のみは14x14から30x30までのマトリックスの形で撃破率が設定されていた。また、経験値が設定されており、最高で撃破率+25%、被撃破率-12.5%のエースとなるが、大戦略II以降では乗算で計算されるのに対し、本作のみは加算で計算されていた。そのため、F-16Cを45%、レオパルト2を10%で破壊できるゲパルトの場合、それぞれ70%、35%となって猛威を振るうこととなった。
ユニット種類は現代大戦略は下記の14種であり、98版のみに発売されたパワーアップキットでは3種追加されて17種、そして隠しコマンドで有効になった30ユニットモードでは西側と東側に別れてユニットが使用できた。更に、パワーアップキットではコピープロテクトとしてCPUのみが使用する巡航ミサイル"AGM-86B"が出現し、着弾すると周辺のユニットが破壊されマップが荒地に変化するようになっていた。
- 現代大戦略（14ユニットモード）
  - F-16C, ハリアー, A-10, コルセアII, ヒュイコブラ, UH-60, レオパルド2, AMX-10RC, ゲパルト, ローランド2, 補給車, 輸送トラック, 歩兵部隊, 工兵部隊

- パワーアップキット（17ユニットモード）
  - 上記に追加して、DOG FIGHT（架空戦闘機）, ヤグアル2, マルダーA1

- パワーアップキット（30ユニットモード）
  - 西側（青・緑）：上記に追加して、トムキャット, A-4スカイホーク, アパッチ
  - 東側（赤・黄）：Mig-19, Mig-23, Mig-25, Su-19, ハインド, T-55, T-72, ZSU23-4, SA8ゲッコー, BMP-1, 補給車, 輸送トラック, 歩兵部隊, 工兵部隊

大戦略II（1987年3月20日）／大戦略II SP（1988年11月18日）／キャンペーン版 大戦略II（1989年12月）／キャンペーン版 大戦略II バリューパック（2000年11月17日）
各陣営は生産型（生産されるユニットの国籍）を指定してからゲーム開始。生産型によりユニットが変わってくる。軍艦（ヘリ空母、護衛艦、揚陸艦）・間接射撃のユニットを導入（空対空ミサイル、地対空ミサイル、自走砲、地対艦ミサイル等。命中率は射程により変化し、自走榴弾砲、自走ロケット砲に至っては隣のヘックスへ誤爆することがあるので味方に被害を加えることもある）。戦闘は攻撃側→守備側と言う固定の攻撃処理から、敵味方同時攻撃に変更。
その他、生産の概念が従来「軍資金」のみだったものが、「軍資金」、「工業力」に細分化された。また、登場する兵器が14種類から63種類と大幅に増加し、一陣営についての最大ユニット数が64となった。部隊の合流や戦略爆撃も行えるようになり、さらに工兵ユニットや、都市の耐久度、架橋という概念も導入された。後にはマイナーチェンジ版の『大戦略II SP』やデータコレクションも発売された。
後に発売された『キャンペーン版 大戦略II』は、複数のマップを、クリア時の部隊ユニットを引き継いで転戦する「キャンペーンモード」がはじめて採用された作品。同作向けのマップコレクションも発売された。『キャンペーン版 大戦略II』のシステムは名前の通り『大戦略II』がベースながら、一部の要素は『SUPER大戦略』に近い部分もある。88版とMSX2版は名前と異なり実際には『SUPER大戦略』ベースのシステムであるが、航空母艦等の海戦ユニットが利用可となった。なお、前作のSUPER大戦略では導入されなかった8ビット機版初となる双方同時攻撃及び間接射撃が本作で導入されている。『キャンペーン版 大戦略II』のX68K版や、後のWindows移植版ではグラフィックが描き直されている。また、後のWindows移植版では新作キャンペーンとマップを追加した『バリューパック』も販売されている。
SUPER大戦略／SUPER大戦略98／SUPER大戦略68K（1988年～1989年）
『大戦略II』と並行して8ビット機向けの『現代大戦略』続編としてスタートした作品。登場兵器は121種類にまで増加。『大戦略II』と比べ多くの部分は簡略化されており、戦闘は隣り合ったヘクス間でのみ発生する直接射撃のみに、98版および68K版においては攻撃の順序は攻撃方法毎に定められた優先攻撃式に変更された。例えば、爆撃機で対空ミサイル車両を爆撃した場合、必ず対空ミサイル車両のミサイル攻撃が優先される。戦車対戦車など同一の優先順位のユニット同士の戦闘では同時攻撃となる。8ビット機版は現代大戦略と同様の、攻撃側から順番に攻撃する逐次攻撃制から変わっていない。ただ、前作の大戦略88/FM/X1では省略された機銃・爆弾等における複数判定は導入された。生産タイプには正規の国以外に、新型兵器ばかりで構成された特殊な陣営も選択できた。また、自分の好みの兵器を集めた陣営を作成することが可能。88版の売れ行き好調により、『SUPER大戦略98』（PC-9801VM以降用）および、『SUPER大戦略68K』（X68000用）とMSX2版が発売された。後にマップコレクションも発売されている。相場が設定され、ターンごとにあらかじめ決められた倍率（単位は%）が生産費に乗じられる。
大戦略III グレートコマンダー（1989年6月）／大戦略III'90（1990年10月）
シリーズではじめてセミリアルタイム制を採用。高度やスタック、索敵の概念も登場。間接射撃のユニットが復活。システムは好評だったが、プログラムがBASICで組まれていたため（画面表示と思考ルーチンはマシン語）、動作速度に問題があった。1990年に発売された『大戦略III'90』は『大戦略III グレートコマンダー』の強化・リメイク版。プログラムをC言語にする抜本的改善に伴い、動作速度が飛躍的に向上した。その他にも仕様変更・機能向上がなされている。
大戦略IV（1992年6月）
セミリアルタイム制に加え、新たに軍団制を導入し、戦闘中の兵器生産が存在していない。湾岸戦争で一躍有名となったスカッド、パトリオットといった弾道ミサイルとそれを迎撃する概念を初めて搭載した。『大戦略III』『大戦略III'90』で完成されたセミリアルタイム方式のゲームシステムをさらに発展させるなどで、パソコン版大戦略シリーズ史上最高の10万本セールスを記録した。同年12月、最新兵器データおよびマップデータ20面を加えた追加データ集が発売された。
現代大戦略EX（1993年7月）
ターン制に戻り、初心者にもプレイしやすくなった。ユニットは全体的に当時の最新兵器に刷新されている。1マップ最大5陣営までに増加し、マップ開始前には同盟の設定も可能である。同盟は破棄できない。コンピュータの思考レベルは3段階から選択可能となっている。
長距離砲の誤爆の廃止など以前のルールはある程度シンプル化されたが、攻撃をすると低下していき0になると一時的に攻撃が行えなくなる「士気」など追加のルールも設定されている。なお、生産タイプに関しては、主となるものに加え最大三つの国を「輸入国」として追加指定できるようになった。
大戦略V（1996年3月）／大戦略V DX（1996年12月）
軍団レベルを指揮する戦略マップと、部隊レベルを指揮する戦術マップの2種類が同時に展開する作品。戦略マップ上ではセミリアルタイム方式、戦術マップ上ではターン方式での進行となる。『大戦略V DX』は『大戦略V』の強化版。システムが若干改修され、コンピュータの思考ルーチンが強化された。
大戦略VI（1999年12月24日）／大戦略VI バリューパック（2000年3月17日）／大戦略VI インテグラル（2001年2月28日）
セミリアルタイム制。これまで「部隊」と呼ばれた兵器ユニットの集合体は「小隊」となり、最大6つの小隊から構成された混成部隊をひと単位にしているのが特徴。『大戦略VI インテグラル』は『大戦略VI』の強化版。生産タイプ数および兵器データの増加。『バリューパック』は無印本体とマップコレクションのセット。マップコレクションにはマップの追加の他、生産タイプエディタや、構築済みの軍団データが付属。
大戦略VII（2001年12月20日）／大戦略VII DX（2002年9月）
ターン制。戦場マップに階層（高度）の概念が導入され、フルポリゴングラフィックスによる戦場マップの3D表示が可能になった。『大戦略VII DX』は『大戦略VII』の強化版。マップと兵器データの増加。生産タイプの編集機能の追加。思考ルーチンの強化。
大戦略VIII（2006年3月30日）／大戦略VIII DX（2008年10月3日）
セミリアルタイム制。マップのマスには6角形のヘックスではなく正方形のブロック式が採用された。兵器や地形がフルポリゴンで作成された。『大戦略VIII DX』は『大戦略VIII』の強化版。描画エンジンの改善や2D視点が追加されマップと兵器データも増加した。他マップへの部隊引き継ぎ「マイ部隊」機能の追加や、思考ルーチンの強化も図られている。

#### 大戦略 for Windowsシリーズ
『現代大戦略EX』をベースルールとして作られた、スタンダードなターン制のシリーズ。
- 大戦略 for Windows（1995年9月）／大戦略 for Windows プラスパワーアップバージョン（2000年4月14日） 
初のWindows版『大戦略』。パワーアップバージョンではマップエディタが搭載になったほか18の追加マップが導入。
- 大戦略WIN II（2000年10月）／大戦略WIN II バリューパック（2006年11月17日）
『大戦略 for Windows』を強化し、兵器データおよびマップデータの追加なども行った作品。マップエディタと生産タイプエディタを標準搭載。バリューパックでは50のマップが追加。
- 大戦略WIN III NET BATTLE（2008年2月8日）
『大戦略パーフェクト』シリーズと同じ画面デザインとなった。

#### 現代大戦略シリーズ
ゲームシナリオ上で使用される国家名そのものは架空のものが多い通常のシリーズ作品の多くと異なり、現実の国家情勢をシナリオのベースとして取り扱ったシリーズ。
スタンダードなターン制ながら、通常のウォー・シミュレーションゲーム同様に、生産がなく戦力が事前に配置された盤面での戦いが主となっている。
シナリオは基本的に作品毎にそれぞれ異なるものが収録されているが、後の作品で再録が行われることがあり、同じテーマが複数の作品で用いられることもある。
- 現代大戦略2001 〜海外派兵への道〜（2001年11月15日）
『大戦略 WIN II』と同様のシステムを採用。ただし、生産なしルールで、部隊持ち込みなどもないため、完全にシナリオごとの固定戦力同士による戦いとなる。
勢力の操作の人間・CPUの切り替えや同盟設定などもできない。
- 現代大戦略2002 〜有事法発動の時〜（2002年10月25日）
『現代大戦略2001』に続き『大戦略 WIN II』と同様のシステムを採用。シナリオ開始前に生産ルールの有無の設定が可能となった。
- 現代大戦略2003 〜テロ国家を制圧せよ〜（2003年10月24日）
システムは『大戦略パーフェクト1.0』とほぼ同様。一部オリジナル兵器が登場（貨物機改造ミサイル、H-2A改造ミサイル、P-3C改爆撃機など）
- 現代大戦略2004 〜日中国境紛争勃発！〜（2004年10月29日）
システムは『大戦略パーフェクト2.0』とほぼ同様だが、兵器エディタは付属しない。国境線、地雷、機雷の概念を導入。
- 現代大戦略2005 〜護国の盾・イージス艦隊〜（2005年11月18日）
『大戦略パーフェクト2.0DX』のシステムに、ビジュアルマップモードの機能を追加。兵器エディタは付属しない。
- 現代大戦略2007 〜テポドン・核施設破壊作戦〜（2006年12月14日）
通常マップに、マップ間を引き継ぎ可能な部隊を所有した第三軍として参戦する「転戦モード」が実装。マップ間では攻略によって手に入れたポイントでの部隊補充・再編も可能。
- 現代大戦略2008 〜自衛隊参戦・激震のアジア崩壊！〜（2007年12月27日）
- 現代大戦略2009 〜世界恐慌・体制崩壊の序曲〜 (2008年12月25日)
- 現代大戦略2019 ～臨界の天秤！譲らぬ国威と世界大戦～ (2019年5月24日)
コンシューマ版「2016」「2017」同様、PMCとして、拠点の拡張・兵器の開発などを通じて自軍を育成強化していくことが可能なキャンペーンモードが主に。レベルアップも可能な士官キャラクターを各部隊に配属させ兵器性能を向上させられるシミュレーションRPG的な要素も導入されている。

#### 大戦略パーフェクトシリーズ
今までのナンバリング作品などで採用されたルールを選択式で導入できるようにしてある他、兵器やマップなど多数の項目に対するエディタを備え、通常の『大戦略』の集大成的な位置づけとして制作されるシリーズ。
- 大戦略パーフェクト1.0（2003年3月20日）
シリーズで初の選択式ルールを採用。マップサイズは最大128×128ヘックス。最大8ヶ国が参戦可能。マップエディタと生産タイプエディタが付属する。
- リアルタイム版 大戦略パーフェクト1.0（2004年2月27日）
大戦略パーフェクト1.0をリアルタイム方式にしたもの。
- 大戦略パーフェクト2.0（2004年6月25日）／大戦略パーフェクト2.0 DX（2005年3月31日）
『大戦略パーフェクト1.0』の仕様に加え、兵器エディタを付属。マップサイズが最大256×256ヘックスになった。『DX』では『現代大戦略2004』と同様、国境線、地雷、機雷の概念を導入。「マイ部隊」機能を追加。兵器エディタが付属する。
- 大戦略パーフェクト3.0（2008年3月14日）
地形エディタ及び戦略モードが搭載され、思考ルーチンおよび通信対戦機能が強化された。
- 大戦略パーフェクト4.0（2018年7月27日）
生産なしルール・全60マップで、強化パーツによる兵器の強化が可能なキャンペーン「ネオマスターコンバット」モードを搭載。他のモードの搭載マップ数及び兵器種類の拡充も行われている。 2018年10月2日にはシリーズではじめてSteamでの配信も行われた。

#### マスターコンバットシリーズ
ビジュアルを持つキャラクターが繰り広げる、連続したストーリー性を備えたキャンペーンが主体のシリーズ。強化パーツによる兵器の改造要素があるのも特徴。
- 大戦略マスターコンバット（1997年2月）
ゲーム進行はターン制・キャンペーン形式。クリアーしたキャンペーンマップは以後は単発でプレイできる。
- 大戦略マスターコンバット2（1998年4月23日）
新たに部隊への士官キャラクターの配属要素が導入。士官キャラクターを配属した部隊では兵器のさらなる性能向上が行われたり、特殊な戦闘コマンドが利用できるようになる。
複数の敵を威力低下と引き換えに同時攻撃する「マルチアタック」や、敵を全滅させた際に追加行動が行える「ボーナスムーブ」などの新システムも追加されている。  キャラクターデザインは漫画家の斎藤岬。

#### 大東亜興亡史シリーズ
WW2を舞台としたキャンペーンが主体のシリーズ。マップ間の兵器の開発要素や、2以降では、成長可能な士官キャラクターの部隊への配属要素もある。
- 大戦略 大東亜興亡史 〜ニイタカヤマノボレ一二〇八〜（2005年1月28日）
マップ間で兵器を開発しながらWW2を戦い抜く日本・アメリカキャンペーンを収録。いずれも特定のマップで制限ターンの半分以下で勝利を収めることででIF分岐へと突入することが可能である。
- 大戦略 大東亜興亡史2 〜トラ・トラ・トラ ワレ奇襲ニ成功セリ〜（2006年8月11日）
敵兵器の鹵獲が可能となった。キャンペーンは今作でも日米のみだが、データとしてはドイツ・イタリア陣営が追加され、マップ数も拡張されている。キャンペーンとは完全に独立した戦力で挑むシナリオモードも実装に。
マップによっては広域マップと拡大マップで展開したり、それぞれ異なる部隊で同時に挑む2正面作戦など、複数のマップを同時に進めなくてはいけないものもある。
新たに部隊への士官キャラクターの配属要素が導入。士官キャラクターを配属した部隊では兵器のさらなる性能向上が行われる。
- 大戦略 大東亜興亡史3 第二次世界大戦勃発! 枢軸軍対連合軍 全世界戦（2013年11月22日）
ベースシステムが『決戦! 乙女たちの戦場3』相当のものとなった。北アフリカや欧州のシナリオが追加に。
また、マップ間に自軍の軍機能へと投資を行い、永続的なメリットを得ることもできるようになった。

#### アドバンスド大戦略PC版シリーズ
MD『アドバンスド大戦略』から発展した、WW2を舞台としたキャンペーンが主体のシリーズ。史実からのIF分岐や、細かいデータ量や高難易度、AIアルゴリズムなどが魅力。
- アドバンスド大戦略98
- アドバンスド大戦略98Zwei
- アドバンスド大戦略2001
- アドバンスド大戦略IV
- アドバンスド大戦略5

#### その他
- はじめての大戦略 初心者のためのシミュレーションゲーム（1993年12月）
当時展開していた「LOGiN DISK & BOOKシリーズ」のひとつ。同名のムック本にFDで同梱されたゲーム。『SUPER大戦略98』をベースに、兵器は理解しやすいよう「戦車」「戦闘機」など固有名を廃する形かつ各1種類へと簡略化されている。
- 空軍大戦略 (1994年3月)
戦略爆撃機による敵国家攻撃をテーマとした派生作品。その後、続編も製作されていない。MS-DOS向け最後の『大戦略』。Windows 95にも移植されている。
- TECH WIN版 大戦略（1996年11月25日）／TECH WIN版 大戦略 97（1997年9月30日）
同名のムック本にCD-ROMとして同梱されたゲーム。いずれも『大戦略 for Windows』をベースにルールはそのまま、登場兵器の絞り込みや同盟設定の廃止など、仕様が簡略化されたものである。『TECH WIN版 大戦略』には、「Tech Win」の語に含まれる英字をそれぞれモチーフにした独自の演習マップ6つ+非常に単純な作りであるビギナーマップ2つ+オリジナルマップ5つを収録。『97』では『TECH WIN版 大戦略』の内容すべてに、その後当時の「Tech Win」誌で連載された企画「大戦略倶楽部」の総集編を加え、演習マップ15+ビギナーマップ11+オリジナルマップ5+読者投稿マップ10+アイランドキャンペーン95などの『大戦略 for Windows』製品版からのマップ4つ、の計45本のマップを収録。生産タイプ設定機能も加わっている。
- リアルタイム版 大戦略+インターネット対戦（1998年12月18日）／リアルタイム版大戦略 バリューパック（2004年10月1日）
『大戦略IV』をベースに様々な強化を施したゲーム。『バリューパック』は、マップの追加、マップ・生産タイプエディタの実装や兵器数の増加などを行う「マップコレクション」とのセット。
- 大戦略セントラルフロント（2001年）[12]
- 大戦略センチュリオン（2006年6月15日）
- 新大戦略バトルオブソルジャー（2009年3月13日）
『エアーコンバット』シリーズのMI-C.A.D.O.をはじめ、砲塔が人型ロボット状になった戦車など、多数の架空兵器も登場する、ストーリーありのキャンペーン進行で歩兵主体のシステムの作品。欠乏することで部隊の壊滅などを招く、今までのシリーズとは違った「士気」の要素が導入されている。
- 大戦略WEB（2010年2月3日）
ブラウザ向けに展開した、いわゆる「箱庭」系とターン制マップを組み合わせたオンラインゲーム。2016年10月24日よりPS4/PS Vita向けにもサービスが行われた。
- 大戦略SSB（2022年1月27日、システムソフト・ベータ）
システムソフト・ベータへの版権移行後初の完全新作。過去作より大きくシンプル化されたルール・システムとなった。マップもユニットも3D。  内容的には『現代大戦略』シリーズの過去作を継いだ形で、マップ間の引き継ぎなどは一切なく、現実世界の情勢をテーマにしたシナリオマップ5本と、フリーモードのみの作品となっている。フリーモード用のマップは無料DLCとしての追加も行われた。なお、パッケージ版・ダウンロード版の区別なく、本作のインストールや更新は独自のランチャー「SSBコネクト」を介してオンラインで行う仕組みとなっている。

#### 乙女たちの戦場シリーズ
美少女ゲームとターン制の現代大戦略が組み合わさったシリーズ。家庭用機のみの展開だった『2』以外は成人向けのみ。キャラクターの成長などのSRPG要素も備える。
- 出撃!! 乙女たちの戦場 〜闇を切り裂く、にび色の徹甲弾〜（2009年12月18日、ユニコーン・エー）
ゲームの基本的な構造としては、ヒロインたちとの交流やメインストーリーが描かれるADVパートと、大戦略的なSLGパートを交互しながら物語を進めていく形である。
マップの合間には、キャラクターたちの単品のサブエピソードの閲覧や、それに付随したサブミッションの攻略ができるほか、何度でも挑戦し自軍を強化できるフリーミッションなども行える。キャラクターや兵器の扱いは『大戦略マスターコンバット2』に近く、強化パーツを兵器に搭載し強化を図れる他、ヒロインなどを始めとした各士官キャラクターを部隊に配属すると、その兵器の性能強化が見込める。また、士官キャラクターのレベルアップを行い、各効果をより強力にすることもできる。
伝統的なシリーズ作品とのルール上の大きな違いとしては、部隊の基本的な構成機数が10機ではなく4機であることと、兵器の耐久力や攻撃の回数・威力が高く、SRPG寄りの味付けになっている事が挙げられる。これは同『3』のシステムを使った派生作品（『大東亜興亡史3』や『戦御村正DX』など）でも同様である。なお、有効なシリアル番号が含まれた今作と同メーカーの『詩篇II』を双方購入することで、公式ページから『詩篇II』のヒロインをゲスト参戦させることが可能なDLCが入手できる。マップエディタも付属しており、本編と独立したマップの制作・プレイも可能である。
- 決戦! 乙女たちの戦場3 〜電撃作戦! 戦果はエースの名のもとに〜（2012年5月25日、ユニコーン・エー）
一部の重要な単語こそ形を多少変えて登場するが、過去2作品から世界観自体が一新された。基本的なゲームの構造としては『2』までとそう変わらないが、『2』までで実名でなかった兵器の名称の大半が実名へと切り替わった。シナリオ進行上で手に入ったり、プレイヤーの前に立ちふさがる架空兵器も増加している。士官キャラクターの扱いについてはより『大戦略マスターコンバット2』に近くなり、キャラと成長度合いによっては「マルチアタック」相当などの特殊な戦闘コマンドを使用できたり「ボーナスムーブ」を利用することも可能である。また、『2』で導入された脱衣カットインに関しては段階によっては成人向けらしく、胸や局部などの直接の露出も生じるようになる。2周目以降では物語の途中で味方勢力が変化する特殊な新ルートが解禁される他、『戦極姫』シリーズキャラがゲスト参戦する特別マップが開放される。今作にもマップエディタが付属している。

#### 戦御村正シリーズ
美少女ゲームとターン制のWW2大戦略が組み合わさったシリーズ。『戦御村正 -剣の凱歌- DX』の家庭用移植版以外は成人向けのみ。
- 戦御村正 -剣の凱歌-（2016年1月29日、ユニコーン・エー）
戦略マップでのリソース管理や部隊編成、侵攻先の選択と、戦術マップでの大戦略的な戦闘で展開する作品。士官キャラクターの部隊への配備要素もある。戦略マップではヒロインたちとの複数回に別れた個別エピソードなどを進めることもできる。発売当初より、ゲームが進行不能になるものを含めて重篤なものから軽微なものまでバグが多発。複数回に渡るアップデートが実施されたものの、最終的に開発会社を変更し、別製品として再制作を行い『DX』に移行する形に。なお、最終バージョンにおいても一部のルートのクリアが不能であるなどの重篤な不具合が存在したままであった。
- 戦御村正 -剣の凱歌- DX（2017年1月27日、ユニコーン・エー）／戦御村正 -剣の凱歌- DX 遊戯強化版（2017年6月23日、ユニコーン・エー）
『戦御村正 -剣の凱歌-』のSLGパートを再制作し、『大東亜興亡史3』相当のベースシステムにするなどの変更を行ったリファイン版。戦術マップでのルールにも多少の変更があるほか、無印にあった戦略レベルでの攻略要素は控えられている。ヒロインたちとのエピソードも本編の進行に合わせて一気に開放される形となった。『戦御村正 -剣の凱歌-』を所有しているユーザー向けに当初、無料でのアップグレード版も提供されていた。後に発売された遊戯強化版は拡張パック。本編後日譚となる新規シナリオのほか、イベントなどが追加となる。2周目への引き継ぎ要素なども実装となった。
- 大戦御村正 -魔人覚醒-（2019年5月30日、ユニコーン・エー）
『戦御村正 -剣の凱歌- DX』のCG・シナリオの刷新やUI変更、ルールの変更などを行った作品。ヒロインたちとの複数回に別れた個別エピソードを進め好感度を稼ぐ要素など、無印にあった内容も一部取り入れられている。兵器の開発ルートが増加した他、戦闘シーンは無印同様に2Dになっている。

#### 萌え戦シリーズ
WW2風の世界で、擬人化兵器美少女を率いて戦うシリーズ。テーマの性質もあり、通常の大戦略とはかなり離れたSRPG要素の強い内容となっている。
- 萌え萌え2次大戦（略）（2007年12月21日、システムソフト・アルファー）／萌え萌え2次大戦（略）☆ウルトラデラックス（2009年3月20日、システムソフト・アルファー）
兵器少女たちを指揮して各マップを攻略していくターン制SRPG。「ウルトラデラックス」はコンソール版の要素を含めてさらに各要素を強化した逆移植版。「ゆきかぜ編」「特別編」といった追加シナリオも用意されている。
- 萌え萌え2次大戦（略）2 [chu～♪]（2009年9月25日、システムソフト・アルファー）
- 萌え萌え大戦争☆げんだいばーん（2011年4月28日、システムソフト・アルファー）
- 萌え萌え2次大戦（略）3（2017年01月26日、システムソフト・アルファー）
マップが3D化。また、方式もヘックス式から、マスが存在しない形式へと変更された。強化パーツの要素なども追加されている。ただし、キャラクターごとのおまけ個別エピソードは廃止された。日本語収録でSteamでの配信も行われているが、あくまで中国語版が主であり、表示の関係上ゲーム内のフォントが変更されている。

### コンシューマー
16ビット～64ビット機世代では完全オリジナルの作品も多い。一方でシステムソフト・アルファーへの版権移行後は、ほとんどが直近のPC向け作品の改変移植作品か、それに類するものとなっている。

#### テレビゲーム機（据え置き型ゲーム機）
- 大戦略（ファミリーコンピュータ、1988年10月11日、ボーステック）
マスのデザインを六角形ではなく四角形で構成し、六角形に準じて配置した疑似ヘックス式。
- SUPER大戦略（メガドライブ、1989年4月29日、セガ）
『SUPER大戦略』の移植として版権が取得されたためこの名前であるが、実際には『大戦略II』がベース（工業力、軍艦や輸送機、間接射撃ユニットの導入）。それに加えて正規空母や輸送列車、セガのゲームを元にした隠しユニット（『ギャラクシーフォース』の「TRY-Z」、『アフターバーナー』の「F-14XX」、『サンダーブレード』の「サンダーブレード」、『忍_-SHINOBI-』の「忍部隊」）といったメガドライブ版独自のユニットが追加されている。
- SUPER大戦略（PCエンジン、1990年4月27日、マイクロキャビン）
- アドバンスド大戦略 ドイツ電撃作戦（メガドライブ、1991年6月17日、セガ）
- キャンペーン版 大戦略II（PCエンジン、1992年5月29日、マイクロキャビン）
- 大戦略エキスパート（スーパーファミコン、1992年9月25日、アスキー）
- ワールドアドバンスド大戦略 〜鋼鉄の戦風〜（セガサターン、1995年9月22日、セガ）
- ワールドアドバンスド大戦略 〜作戦ファイル〜（セガサターン、1996年3月15日、セガ）
- 大戦略 〜プレイヤーズスピリット〜（PlayStation、1996年3月29日、OZクラブ）
- 大戦略エキスパートWW2（スーパーファミコン、1996年8月30日、アスキー）
- ADVANCED WORLD WAR 〜千年帝国の興亡〜（セガサターン、1997年3月20日、セガ）
- 大戦略 －ストロング・スタイル－（セガサターン、1997年6月27日、OZクラブ）
- 大戦略マスターコンバット（PlayStation、1998年12月3日、OZクラブ）
- サイバー大戦略 出撃! はるか隊（PlayStation、1999年2月4日、システムソフト）
サイバー空間の発達した近未来を舞台としたノベル型のADVと大戦略風のウォー・シミュレーションゲームが組み合わさった作品。作中のハッカーたちは兵器データを模した攻撃プログラムをハッキング戦に用いる設定で、その中でも主人公が使うツール「DAISENRYAKU」のUIが大戦略ゲームの形式になっているという形。シナリオ監修は桝田省治が担当。ゲーム部分については生産要素はなくマップごとに固定の戦力で展開し、兵器も「戦闘機」「戦車」「自走砲」「戦闘ヘリ」「戦艦」などカテゴリ自体は単純化されているが、マップ間でも引き継ぎ可能な経験値を得てのレベルアップで能力と種類が強化される。また、ステージクリア報酬として消耗品の修理や攻撃用アイテムが入手できる。
- アドバンスド大戦略 〜ヨーロッパの嵐・ドイツ電撃作戦〜（ドリームキャスト、2000年6月22日、セガ／システムソフト）
- アドバンスド大戦略2001（ドリームキャスト、2001年4月26日、セガ）
- 大戦略1941 〜逆転の太平洋〜（PlayStation 2、2002年09月26日、サミー）
- 大戦略VII（Xbox、2003年05月29日、クールキッズ）
- スタンダード大戦略 電撃戦（PlayStation 2、2004年11月11日、サミー）
- スタンダード大戦略 失われた勝利（PlayStation 2、2005年6月2日、セガ）
- セガエイジス2500シリーズ Vol.22 アドバンスド大戦略 ドイツ電撃作戦（PlayStation 2、2006年2月23日、セガ）
- 大戦略VIIエクシード（PlayStation 2、2006年12月14日、システムソフト）
『大戦略VII DX』をベースにキャンペーン、オペレーターによる会話、迎撃ルールなどを追加したもの。
- 大戦略 大東亜興亡史 〜トラ・トラ・トラ ワレ奇襲ニ成功セリ〜（PlayStation 2、2008年9月25日、システムソフト）
シナリオ内容は『大東亜興亡史2』だが戦闘が3Dに。
- 萌え萌え2次大戦（略）☆デラックス（PlayStation 2、2008年11月27日、システムソフト・アルファー）
- 現代大戦略 〜一触即発・軍事バランス崩壊〜（PlayStation 2、2009年8月27日、システムソフト・アルファー）
- 萌え萌え2次大戦（略）2 [chu～♪]（PlayStation 2、2010年2月4日、システムソフト・アルファー）
- 萌え萌え2次大戦（略）2 [chu～♪]☆ウルトラデラックス（Xbox 360、2010年3月18日、システムソフト・アルファー）
- 萌え萌え大戦争☆げんだいばーん++（PlayStation 3、2012年3月8日、システムソフト・アルファー）
- 出撃!! 乙女たちの戦場2 〜憂国を翔ける皇女のツバサ〜（PlayStation 3、2012年6月21日、システムソフト・アルファー）
PSP版の内容に加え「イギリス開放編」ルートが追加。  各ヒロインは外見と性能の異なる戦闘コスチュームに着替えられるようになったほか、戦闘ダメージでの脱衣演出も簡単なアニメーションが追加されている。
戦闘演出の変更やパーツ開発要素の実装の他、フリーミッションを始めマップが大幅に増加に。クリアした追加マップはPSP版用のバージョンがダウンロード可能となる。  追加キャラ、マップ、兵器などのDLCも配信された。
- 大戦略 大東亜興亡史 〜トラ・トラ・トラ ワレ奇襲ニ成功セリ〜（PlayStation 3、2013年6月20日、システムソフト）
シナリオ内容は『大東亜興亡史2』だが、システムは後の『大東亜興亡史3』相当になっている。
- 大戦略パーフェクト 〜戦場の覇者〜（PlayStation 3、2014年2月6日、システムソフト・アルファー）
UIがPSP版から大きく変更されているほか、架空兵器なども追加されている。チュートリアルもキャラクターがビジュアル表記されたノベル仕立てになっている。
- 大戦略 大東亜興亡史3 第二次世界大戦勃発! 枢軸軍対連合軍 全世界戦（PlayStation 3、2015年3月26日、システムソフト・アルファー）
UIがPC版から大きく変更されている。
- 大戦略エクシード2（PlayStation 3、2015年7月30日、システムソフト・アルファー）
- 大戦略 大東亜興亡史3 第二次世界大戦勃発! 枢軸軍対連合軍 全世界戦（PlayStation 4、2015年12月17日、システムソフト・アルファー）
- 現代大戦略2016 ～秩序の崩壊・覇権国家失墜～（PlayStation 3、2016年7月21日、システムソフト・アルファー）
PS3とPS Vita版で一部の収録シナリオが異なる。
- 萌え萌え2次大戦（略）3（PlayStation 4、2017年2月16日、システムソフト・アルファー）
- 現代大戦略2017 ～変貌する軍事均衡！戦慄のパワーゲーム～（PlayStation 4、2017年4月27日、システムソフト・アルファー）
- 戦御村正 DX -紅蓮の血統-（PlayStation 4、2017年10月26日、システムソフト・アルファー）
「戦御村正 -剣の凱歌- DX」の家庭用機移植版。[13]
- 大戦略パーフェクト4.0（PlayStation 4、2018年4月26日、システムソフト・アルファー）
PS4版のみ、WW2の一部戦闘機・戦車・戦艦などがDLCとして配信されている。
- 大戦略パーフェクト4.0（Nintendo Switch、2018年9月20日、システムソフト・アルファー）
- 現代大戦略2020 ～揺れる世界秩序！大国の野望と世界大戦～（PlayStation 4、2020年2月27日、システムソフト・ベータ）[14]
- 現代大戦略2020 ～揺れる世界秩序！大国の野望と世界大戦～（Nintendo Switch、2021年6月24日、システムソフト・ベータ）

#### 携帯型ゲーム機
- 大戦略（ゲームボーイ、1991年6月12日、ヒロ）
ヘックスではなくボックス式。内容も簡略化されている。
- 対戦型 大戦略G（ゲームギア、1991年9月28日、システムソフト）
- 大戦略 For ゲームボーイアドバンス（ゲームボーイアドバンス、2001年12月7日、メディアカイト）
- 大戦略ポータブル（PlayStation Portable、2005年12月22日、元気）
- 大戦略DS（ニンテンドーDS、2006年5月25日、元気）
- 大戦略ポータブル2（PlayStation Portable、2006年12月14日、元気）
- 大戦略VIIエクシード（PlayStation Portable、2008年5月22日、システムソフト）
PS2版からさらに通信対戦や新兵器、マップなどが追加。
- 大戦略 大東亜興亡史 〜トラ・トラ・トラ ワレ奇襲ニ成功セリ〜（PlayStation Portable、2008年9月25日、システムソフト・アルファー）
- 萌え萌え2次大戦（略）☆デラックス（PlayStation Portable、2008年11月27日、システムソフト・アルファー）
- 現代大戦略 〜一触即発・軍事バランス崩壊〜（PlayStation Portable、2009年8月27日、システムソフト・アルファー）
- 萌え萌え2次大戦（略）2 [chu～♪]（PlayStation Portable、2010年2月4日、システムソフト・アルファー）
- 現代大戦略DS 〜一触即発・軍事バランス崩壊〜（ニンテンドーDS、2010年2月25日、システムソフト・アルファー）
- 萌え萌え2次大戦（略）2 [chu～♪]☆ヤマトナデシコ（ニンテンドーDS、2010年3月18日、システムソフト・アルファー）
- 大戦略パーフェクト 〜戦場の覇者〜（PlayStation Portable、2010年6月24日、システムソフト・アルファー）
- 出撃!! 乙女たちの戦場2 〜天翔ける衝撃の絆〜（PlayStation Portable、2011年6月30日、システムソフト・アルファー）
基本的には初代の一般向けリメイクに近い作品で、主人公や世界観、物語の起点自体は初代とほぼ同一である。登場兵器の顔ぶれなども大きな違いはない。一方で、登場するキャラやシナリオそのものは初代から完全に一新された。初代からの大きな変化として、女性士官キャラクターが配備された部隊がダメージを受けると、その度合いに応じて脱衣カットインが表示されるようになった。
- 萌え萌え大戦争☆げんだいばーん+（PlayStation Portable、2011年9月1日、システムソフト・アルファー）
- 萌え萌え大戦争☆げんだいばーん 3D（ニンテンドー3DS、2011年12月15日、システムソフト・アルファー）
- 萌え萌え大戦争☆げんだいばーん++（PlayStation Vita、2012年8月2日、システムソフト・アルファー）
- 大戦略 大東亜興亡史 第二次世界大戦勃発! 枢軸軍対連合軍 全世界戦（PlayStation Portable、2014年7月31日、システムソフト・アルファー）
他コンソール版の『大東亜興亡史3』相当の作品。DLCとして『乙女たちの戦場』シリーズキャラや架空兵器の配信が行われた。
- 大戦略 大東亜興亡史3 第二次世界大戦勃発! 枢軸軍対連合軍 全世界戦（PlayStation Vita、2015年3月26日、システムソフト・アルファー）
- 大戦略エクシード2（PlayStation Vita、2015年7月30日、システムソフト・アルファー）
- 大戦略パーフェクト 〜戦場の覇者〜（PlayStation Vita、2016年3月3日、システムソフト・アルファー）
UIはPSP版相当ながら、タッチ操作への対応や兵器の追加などが行われている。
- 現代大戦略2016 ～秩序の崩壊・覇権国家失墜～（PlayStation Vita、2016年7月21日、システムソフト・アルファー）
- 萌え萌え2次大戦（略）3（PlayStation Vita、2017年02月16日、システムソフト・アルファー）
- 戦御村正 DX -紅蓮の血統-（PlayStation Vita、2017年10月26日、システムソフト・アルファー）
- 大戦略 大東亜興亡史DX ～第二次世界大戦～（ニンテンドー3DS、2019年5月23日、システムソフト・アルファー）

### 携帯デバイス

#### PDA
- 大戦略 for palm （PalmOS ver3.5機、2002年4月5日、イーフロンティア）

#### 携帯電話
- 大戦略 mobile
携帯アプリ。operation packなど多くのバリエーションがある。
- 大戦略オンライン
iモード向け。後にau向けのEZアプリ[15]として、生産タイプの変更可や生産タイプの増加などを取り入れたマイナーバージョンアップ版『ネットで対戦！！大戦略オンライン』もリリースされた。なお、『大戦略WIN III NET BATTLE』との連動で部隊を取り入れることもできた。
- 萌え2次大戦（略）
DoCoMo端末向けアプリ。
- 大戦略ARMY COLLECTION（2012年12月18日サービス開始）
GREEにて、レッド・エンタテインメントと共同でサービスが行われたソーシャルカードゲーム。

#### モバイル端末
- 萌え萌え2次大戦（略）（iOS、買い切りアプリ、2011年6月28日配信）
- 現代大戦略2011（iOS、買い切りアプリ、2011年12月9日配信）
- 戦御村正M ～戦乱に舞い散る花～（iOS/Android、2019年7月17日正式サービス開始）
- 萌え戦（iOS/Android、2019年7月30日正式サービス開始）
萌え戦シリーズのキャラクター・世界観を用いたモバイルゲーム

#### 電子手帳
- 大戦略ET (NEC電子手帳「PI-ET1｣用[16]､システムソフト 1990年)

### 据え置き筐体
- CR萌え萌え大戦争ぱちんこば～ん（2017年6月、藤商事）
萌え戦シリーズの一部世界観を用いたパチンコ筐体

### 非電源
- スーパー大戦略カード
PC-8801版「スーパー大戦略」の付属特典カードゲーム。後に一般販売もなされた。デザイナーはエポック版ボードゲーム『超人ロック』などでも知られる黒田幸弘。
- 大戦略TCG（自衛隊演習編2001年12月、日米露軍編2002年7月）
様々な兵器からデッキを構築し対戦するトレーディングカードゲーム。ベータ版として日本勢力のみの自衛隊演習編がリリースされた後、陣営を加えた日米露軍編が発売された。

### 発売中止
- スーパー大戦略III（メガCD、セガ・ファルコム）
メガドライブ版『スーパー大戦略』の続編として発売される予定だったソフト。メガドライブ版『スーパー大戦略』のシステムを引き継ぐ他、湾岸戦争の結果を踏まえたデータや戦術、用兵、そしてステルス等の最新兵器も登場する予定だったらしい。ビジュアルシーンには湾岸戦争の映像も取り入れる予定だった。
- 大戦略MOBILE（iOS/Android、システムソフト・ベータ）
携帯電話向け同名タイトルとは別内容

## 評価
GB版『大戦略』はファミコン通信クロスレビューでは6、6、7、5。レビュアーはPC版『大戦略III』のようにリアルタイムで進むアクションゲームのような戦闘システムで思い切った移植は賛否両論ありそうで結構タイニーな方向に変ったのも仕方ないが残念、ユニットに目標設定をすると勝手に達成するためプレイヤーは楽で短時間で進むのはGBにはぴったりだがオリジナルをやり込んでる人には違和感があるかもしれない、移動や占領命令しかオートがなく戦闘突入までオート可能であって欲しかったとした。
SFC版『大戦略エキスパート』はファミコン通信クロスレビューでは7、7、7、5の26点。レビュアーはシステムは変にいじられておらず遊びやすく経験値を貯めることで愛着が沸き、フィールドを提示して後はプレイヤーが思うままに近代戦を楽しんでもらう大戦略の基本的なコンセプトに沿った内容でシリーズファンなら楽しめるとした者とMD版『アドバンスド大戦略』を知っていると基本的過ぎて芸がないとする者、ファンなら欠点も瞑るだろうする者がおり、グラフィックは立体ヘックスがいいとした者とヘックスとユニットが溶け合ってしまい非常に見辛いとする者、重くて暗い印象をする者がおり、戦闘は肯定的だった者と工夫はあるがミニチュアのようなチャッチイ部分が目について迫力に欠けるとした者で分かれ、スピードは満足とした者とCOMはもっとサクサク思考して欲しかったとする者やコマンドを出してから一瞬の間はなんとかならなかったのかとする者がいた。
『大戦略エキスパートWW2』はファミ通クロスレビューでは7、5、6、7の25点。レビュアーは41あるマップやキャンペーンで武器を持ち越せるのは遊び甲斐がありシナリオもよく、ユニットの育成が楽しいとしたが、グラフィック、サウンド、演出は新世代機と比べると劣り、敵国の思考時間が最初から長く、1ターン10分待たされるのは間に家事ができてしまう、行動が終わったユニットの燃料弾薬を確認できない、キャンペーンは順序立てて行動しないとターンがすぐ足らなくなるなどといった5年ほど前ならまだしも時間のない現代人には苦痛で、ながらプレイしたりマニア向けであるとした。